# Mexikanische Badmintonmeisterschaft 1967
Die Mexikanische Badmintonmeisterschaft 1967 fand in Mexiko-Stadt statt. Es war die 21. Auflage der nationalen Titelkämpfe von Mexiko im Badminton.

## Titelträger
| Disziplin    | Sieger                               |
| ------------ | ------------------------------------ |
| Herreneinzel | Antonio Rangel                       |
| Dameneinzel  | Carolina Allier                      |
| Herrendoppel | Antonio Rangel Raúl Rangel           |
| Damendoppel  | Carolina Allier Rosario de Villareal |
| Mixed        | Oscar Lujan Josefina de Tinoco       |

Anmerkungen
1. ↑  Mexikanischer Verband und IBF-Handbuch listen unterschiedliche Sieger im Herreneinzel. Der Verband listet im Antonio Rangel, das Handbuch Roy Díaz González.